# Uruzgans flygplats
Uruzgans flygplats är en flygplats i Afghanistan. Den ligger i distriktet Khas Uruzgan i provinsen Uruzgan, i den centrala delen av landet, 300 kilometer sydväst om huvudstaden Kabul.